# Australische springmuis
De Australische springmuis (Notomys alexis) is een knaagdier uit het geslacht Notomys.

## Kenmerken
De rug is kastanjebruin, de onderkant wit. Bepaalde delen van het gezicht zijn wat grijzer. De staart is lang, dun en rozeachtig (aan de bovenkant wat donkerder), met een zilverkleurige pluim. Bij de keel zit een soort vlezige "buidel". De kop-romplengte bedraagt 95 tot 115 mm, de staartlengte 120 tot 145 mm, de achtervoetlengte 30 tot 35 mm, de oorlengte 22 tot 26 mm en het gewicht 27 tot 45 gram. Vrouwtjes hebben 0+2=4 mammae.

## Leefwijze
De soort is 's nachts actief en leeft in groepen in holen. 's Nachts wordt het dier wel gezien als hij door open gebieden springt. Hij eet zaden, andere delen van planten en geleedpotigen. De populaties fluctueren sterk na regenval.

## Verspreiding
Deze soort komt voor in Australië. Zijn verspreidingsgebied beslaat het midden van West-Australië tot het zuidwesten van Queensland. Daar leeft hij in zandwoestijnen met wat gras.